# Ijimaia loppei
El pata de pulpo (Ijimaia loppei), es una especie de pez marino de la familia de los ateleopódidos.

## Anatomía
Puede alcanzar gran tamaño, habiéndose descrito una longitud máxima de 200 cm. No tiene espinas ni en la aleta dorsal ni en la anal, con unos 10 radios blandos en la dorsal y unos 80 en la larga aleta anal; el color del cuerpo es entre marrón oscuro y negro, más claro en su zona ventral; la aleta pélvica y el pliegue de las branquias forman un ángulo con los límites de la boca.

## Distribución y hábitat
Es un pez marino batipelágico de aguas profundas y demersal, que habita en un rango de profundidad entre 200 y 700 metros. Se distribuye por toda la costa africana del océano Atlántico, desde Marruecos a 31° de latitud norte hasta Sudáfrica a 35º de latitud sur, incluidas las islas Canarias.
Habita la parte superior del talud continental, donde se alimenta de ofiuroideos y de peces.